# Le Grand Duc (pièce de théâtre)
Pour les articles homonymes, voir Grand-duc (homonymie).
Le Grand-Duc est une pièce de théâtre de Sacha Guitry, créée le 13 avril 1921 sur la scène du Théâtre Édouard VII, à Paris.

## Argument
Monsieur Vermillon, qui a fait fortune, veut que sa fille Marie reçoive la meilleure éducation. Pour cela, il engage comme professeur de bonnes manières le grand-duc Feodor, chassé de Russie par la Révolution. La professeur de chant, Mademoiselle Martinet, conseille l'engagement d'un professeur de danse, le jeune Michel-Alexis. Or, Michel-Alexis est le fils de Mlle Martinet, qui est elle-même l'ancienne maîtresse du grand-duc. Et M. Vermillon est amoureux de Mlle Martinet.

## Théâtre Édouard VII, 1921
Mise en scène : Sacha Guitry
Distribution
- Lucien Guitry : le Grand-Duc
- Sacha Guitry : Michel-Alexis
- Polin : monsieur Vermillon
- Jeanne Granier : mademoiselle Martinet
- Yvonne Printemps : Marie Vermillon